# Distretto di Vöcklabruck
Il distretto di Vöcklabruck (in tedesco: Bezirk Vöcklabruck) è uno dei distretti dello stato austriaco dell'Alta Austria.

## Geografia antropica
Il distretto è suddiviso in 52 comuni di cui tre con status di città e 12 con diritto di mercato.

### Città
1. Attnang-Puchheim (8.782)
2. Schwanenstadt (4.143)
3. Vöcklabruck (11.715)

### Comuni mercato
1. Ampflwang im Hausruckwald (3.613)
2. Frankenburg am Hausruck (5.110)
3. Frankenmarkt (3.508)
4. Lenzing (5.049)
5. Mondsee (3.207)
6. Regau (5.495)
7. Sankt Georgen im Attergau (4.032)
8. Schörfling am Attersee (3.170)
9. Seewalchen am Attersee (4.761)
10. Timelkam (5.812)
11. Vöcklamarkt (4.765)
12. Wolfsegg am Hausruck (1.983)

### Comuni
1. Attersee am Attersee (1.496)
2. Atzbach (1.154)
3. Aurach am Hongar (1.585)
4. Berg im Attergau (990)
5. Desselbrunn (1.534)
6. Fornach (863)
7. Gampern (2.472)
8. Innerschwand am Mondsee (1.050)
9. Manning (829)
10. Neukirchen an der Vöckla (2.530)
11. Niederthalheim (1.076)
12. Nußdorf am Attersee (1.096)
13. Oberhofen am Irrsee (1.335)
14. Oberndorf bei Schwanenstadt (1.351)
15. Oberwang (1.572)
16. Ottnang am Hausruck (3.745)
17. Pfaffing (1.372)
18. Pilsbach (630)
19. Pitzenberg (495)
20. Pöndorf (2.232)
21. Puchkirchen am Trattberg (948)
22. Pühret (573)
23. Redleiten (465)
24. Redlham (1.309)
25. Rüstorf (1.988)
26. Rutzenham (236)
27. Schlatt (1.338)
28. Sankt Lorenz (2.010)
29. Steinbach am Attersee (913)
30. Straß im Attergau (1.481)
31. Tiefgraben (3.071)
32. Ungenach (1.349)
33. Unterach am Attersee (1.496)
34. Weißenkirchen im Attergau (964)
35. Weyregg am Attersee (1.503)
36. Zell am Moos (1.390)
37. Zell am Pettenfirst (1.223)

(Popolazione al 15 maggio 2001)